# بيل ريتشاردز
بيل ريتشاردز (بالإنجليزية: Bill Richards)‏ (و. 1923 – 1995 م) هو ملحن كندي، ولد في أوتا، يستخدم آلات كمان، توفي في بورلينغتون، عن عمر يناهز 72 عاماً.

## التعليم
تعلم في Canadian Conservatory of Music ‏.